# ジョー・スタッフォード

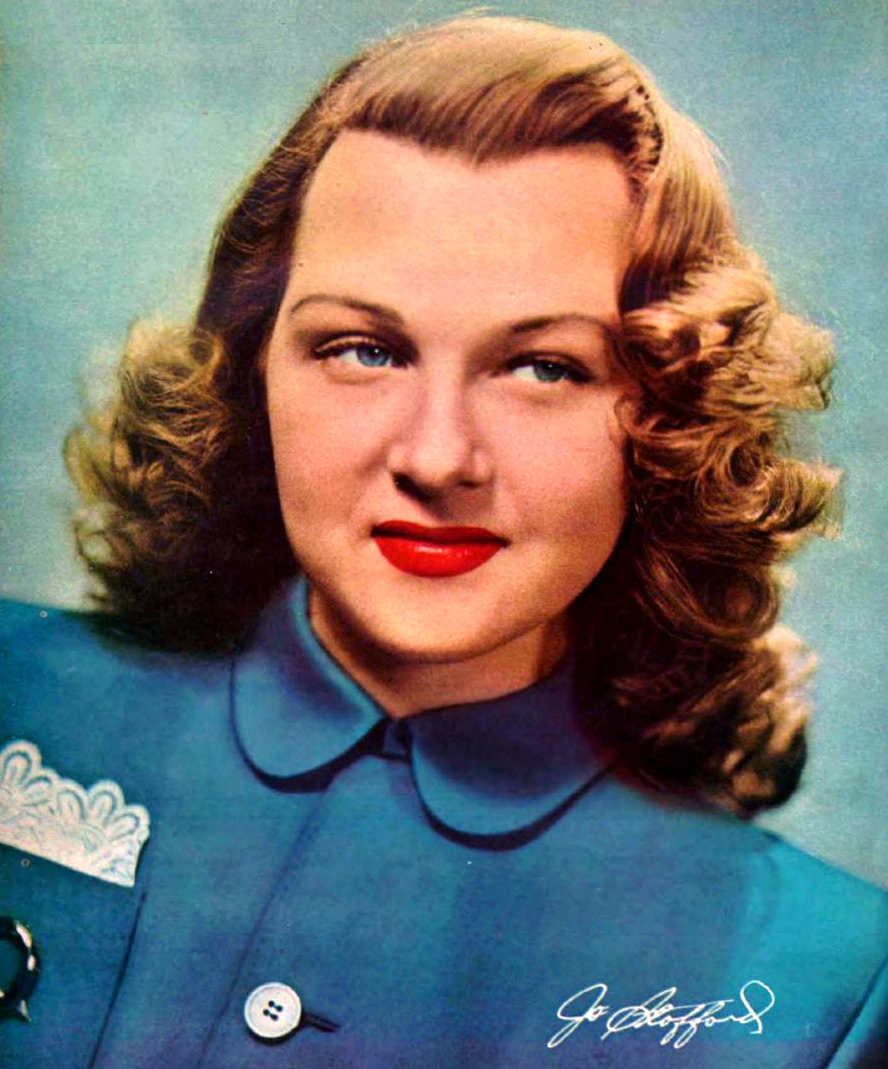
1948年のジョー

ジョー・スタッフォード（Jo Stafford、1917年11月12日 - 2008年7月16日）は、アメリカ人のトラディショナル・ポップの歌手で、女優でもある。彼女のキャリアは1930年代後半から1980年代前半までの50年間に及んだ。清純な声が評価されたので、元はオペラ歌手になるための声楽の訓練を受けていたが、後にポピュラー音楽の道に進み、1955年までには他のどの女性歌手よりも多い世界的なレコードの売り上げに達した。1952年の歌「ユー・ビロング・トゥ・ミー」は米国と英国のチャートで首位になり、全英シングルチャートでは女性アーティストによる初の第一位のレコードとなった。
カリフォルニア州のコアリンガで生まれたスタッフォードは、12歳で初めてステージに立った。まだ中学生の頃、彼女は2人の姉とスタッフォード・シスターズというボーカル・トリオを結成し、ラジオや映画でほどほどに成功した。1938年にスタッフォード・シスターズは、20世紀フォックス制作の『世紀の楽団』のキャストに配役され、スタッフォードは後のパイド・パイパーズのメンバーと出会い、パイド・パイパーズのリード歌手になった。トミー・ドーシーは1939年、自身の楽団のバックアップ・ボーカルをさせるためにパイド・パイパーズを起用した。
パイド・パイパーズとのレコーディングに加え、スタッフォードはドーシーにソロの演奏で取り上げられた。グループを1944年に離れた後、彼女は一連のポップ・スタンダードをキャピトル・レコードとコロムビア・レコードで録音した。録音の多くはポール・ウェストンのオーケストラがバックについている。彼女はゴードン・マクレーやフランキー・レインともデュエットをした。第二次大戦中は米国慰問協会との慰問コンサートを行い、G.I.ジョーのニックネームを得た。1945年から、スタッフォードはNBC（全国放送会社）のラジオ・シリーズ『チェスターフィールド・サパー・クラブ』のレギュラー・ホストを務め、後には米国で1954年に、英国で1961年に放送された2つのシリーズ『ジョー・スタッフォード・ショー』などのテレビの特別番組に出演した。
スタッフォードは二度結婚した。一度目は1937年にミュージシャンのジョン・ハドルストン（John Huddleston、1943年にカップルは離婚）と、再婚は1952年にポール・ウェストンとで、彼とは2人の子どもをもうけた。彼女とウェストンはコメディの演目を開拓し、ジョナサン&ダーリーン・エドワーズというカクテル・ラウンジでの下手な演奏者に扮して、有名な曲をパロディにした。パーティーでの人気の出し物になり、カップルが1957年にエドワーズ夫妻としてのアルバムを出すと広く知られた。1961年に、アルバム『Jonathan and Darlene Edwards in Paris』が彼女にとって唯一のグラミー賞（最優秀コメディ・アルバム）の受賞となり、初めて商業的に成功したパロディ・アルバムになった。
スタッフォードは1960年代の半ばに演奏家としてはおおかた引退したが、音楽業を続けた。彼女は1970年代後半にビージーズのヒット「ステイン・アライヴ」のカバーをダーリーン・エドワーズとして録音すると、人気がしばらく再燃した。1990年代には、彼女はウェストンが立ち上げたレーベル「Corinthian Records」から作品の一部を再リリースした。彼女は2008年にロサンゼルスのセンチュリー・シティで亡くなり、ウェストンと共にカルバー・シティーのホーリー・クロス墓地に葬られている。彼女のラジオ、テレビ、音楽における業績はハリウッド・ウォーク・オブ・フェームの三つ星によって認められている。